# Ільмівка (пункт контролю)
52°3′12.3″ пн. ш. 31°18′37″ сх. д. / 52.053417° пн. ш. 31.31028° сх. д.

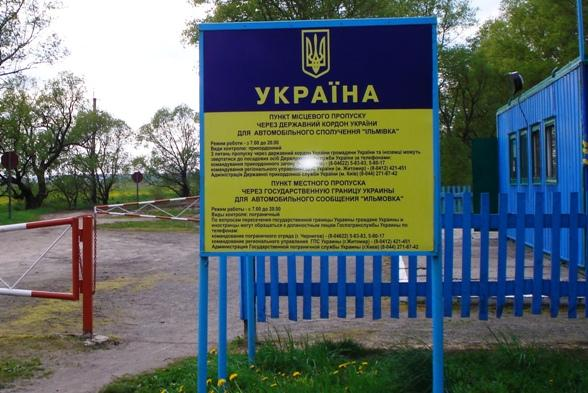
Пункт пропуску «Ільмівка»

І́льмівка — пункт пропуску через державний кордон України на кордоні з Білоруссю.
Розташований у Чернігівській області, Городнянський район, поблизу однойменного села. З білоруського боку знаходиться пункт пропуску «Глибоцьке» на трасі в напрямку села Марковичів.
Вид пункту пропуску — автомобільний (вантажність до 3,5 тонн), пішохідний. Статус пункту пропуску — місцевий (час роботи з 8:00—20:00).
Характер перевезень — пасажирський.
Пункт пропуску «Ільмівка» може здійснювати лише радіологічний, митний та прикордонний контроль.